# 5492 Thoma
5492 Thoma eller 3227 T-1 är en asteroid i huvudbältet som upptäcktes den 26 mars 1971 av den nederländsk-amerikanske astronomen Tom Gehrels och det nederländska astronomparet Ingrid van Houten-Groeneveld och Cornelis Johannes van Houten vid Palomarobservatoriet. Den är uppkallad efter den tyske målaren Hans Thoma.
Asteroiden har en diameter på ungefär 13 kilometer och den tillhör asteroidgruppen Watsonia.